# Ilse Fetik
Ilse Fetik (* 22. Oktober 1957 in Wien) ist eine österreichische Politikerin (SPÖ) und Gewerkschafts-Funktionärin. Fetik war von 2013 bis 2015 vom Wiener Gemeinderat und Landtag entsandtes Mitglied des österreichischen Bundesrates.

## Werdegang
Ilse Fetik wurde in Wien geboren und wuchs in der österreichischen Bundeshauptstadt auf, wo sie zunächst die Volksschule und von 1967 bis 1970 ein neusprachliches, anschließend von 1970 bis 1975 ein naturwissenschaftliches Gymnasium besuchte. Daran anschließend absolvierte sie in den Jahren 1975/76 den Abiturientenlehrgang an der Handelsakademie Wien und wurde im Bankensektor beruflich tätig.
Seit 1984 ist Ilse Fetik Betriebsrätin bei der Ersten Bank der oesterreichischen Sparkassen, seit dem Jahr 2000 Vorstandsmitglied der Pensionsversicherungsanstalt. Außerdem ist sie gewerkschaftlich seit 2005 Mitglied des Europabetriebsrats der Erste Group, seit 2010 Stellvertretende Vorsitzende der Gewerkschaft der Privatangestellten, Druck, Journalismus, Papier und deren Bundesfrauenvorsitzende sowie Mitglied des Bundesvorstandes des Österreichischen Gewerkschaftsbunds. Seit dem Jahr 2004 ist sie auch im Vorstand der Wiener Arbeiterkammer. Beruflich ist sie tätig als Unitleiterin der European Workers Social Affairs Organisation der Erste Group.
Am 27. Juni 2013 wurde Ilse Fetik vom Wiener Gemeinderat und Landtag als Mitglied in den Bundesrat entsandt. Nach der Landtags- und Gemeinderatswahl in Wien 2015 schied sie mit 23. November 2015 aus dem Bundesrat wieder aus.